# کشور من دین من است
کشور من دین من است (به هندی: Mera Desh Mera Dharam) فیلمی محصول سال ۱۹۶۸ و به کارگردانی دارا سینگ است. در این فیلم بازیگرانی همچون راج کاپور، دارا سینگ ایفای نقش کرده‌اند.